# 台華雙語辭典
台華雙語辭典（臺羅：Tâi-huâ siang-gí sû-tián）是由楊青矗編訂的一本華語及台語雙語辭典，1992年初版。原名國臺雙語辭典，再版時改用新名。共收9200多字，詞目五萬多條，全書共1400餘頁、250萬字。書中的詞彙以華語及台語同時注音，台語以變體的臺灣方音符號以及教會羅馬字標註，並按造實際讀音的變調標音。附有拼音解說光碟或錄音帶。
楊青矗主張台語應用正確的漢字書寫，辭典儘量用本字，極力避免借音訓讀，若無切合文字學及聲韻學的本字，則造新字。台華雙語辭典避開了康熙字典內已有的漢字，依六書造字原理另造了148字，如表示所有格的，以「入」於某之「下」，形聲、會意造字。
台華雙語辭典被認為是一本學習辭典，成書目的是成為在臺灣推動國臺雙語教學的工具書，該書面向使用國語的讀者，讓學習者在日常生活及工作中能夠讀、寫台語。:337

## 成書歷史
1986年中，楊青矗開始擬定音標，訓練助理編撰台華雙音辭典:序18。隨後楊參予發起台灣筆會，擔任首任會長時發起「國台雙語教學運動」，提倡學校實施國台雙語教育。當時雙語教學缺乏適合的參考工具，供教師及家長自我訓練。楊青矗身為雙語教學運動發起人，自認有責編好一本雙語辭典:1128。辭典編撰歷時6年，編輯團隊累計5、60人，楊青矗原以自身財力負擔，後再向銀行抵押房子貸款，最後四處借款，負債累累，成書成本超過新臺幣1200萬。1992年立委陳水扁向張榮發基金會推薦，獎掖出版該書，發行第一版，定名為國臺雙語辭典，再版時更名為台華雙語辭典。初版時，自立報系及自由時報預購百餘本，分贈於報社的記者與編輯使用。:序18、1128

## 外部連結
- 敦理出版社 台華雙語辭典